# Майнонг, Алексиус
Але́ксиус Ма́йнонг (Ме́йнонг; полное имя Але́ксиус Ма́йнонг Ри́ттер фон Хандшу́хсхайм, нем. Alexius Meinong Ritter von Handschuchsheim; 17 июля 1853, Лемберг, Австрийская империя, Германский союз — 27 ноября 1920, Грац, Австрия) — австрийский философ и психолог, разрабатывавший собственную онтологию — «теорию предметов» (нем. Gegenstandstheorie), собственную теорию ценности, а также занимавшийся вопросами теории разума.
Выделял четыре категории объектов: действительные (горы), возможные (возможные горы), идеальные (числа), противоречивые (квадратный круг). Создал классификацию предметов на основе выделенных им четырёх классов психологических актов (представление (объекты), мышление (объективы), чувство (дигнитативы), желание (дезидеративы)).

## Биография
Отцом Алексиуса фон Майнонга был австрийский офицер Антон фон Майнонг (1799—1870), которому в 1851 году был присвоен титул «Риттер» (эквивалент «рыцаря», «сэра» в английской традиции), а в 1858 году, до выхода на пенсию в 1859 году, отец будущего философа получил звание генерал-майора.
Родился Алексиус в Лемберге (современный Львов). Учился в Вене, сначала в гимназии, затем в Венском университете, где изучал историю и философию под руководством Франца Брентано. После окончания университета с 1878 по 1882 год преподавал в нём, а затем стал профессором и позже заведующим кафедрой философии в Грацском университете, где в 1894 году основал институт психологии, а в 1896 году — школу экспериментальной психологии. Был одним из учителей Христиана Эренфельса, основателя гештальтпсихологии и Адальберта Мейнгаста. Наряду с этим руководил научными проектами Алоиса Хефлера и Антона Эльцельт-Невина.

## Философия
Майнонг написал в начале своего творчества два эссе на тематику философии Дэвида Юма, одно из которых касалось юмовской теории представления, а второе его теории отношений, испытывая в то время крайне сильное влияние философии британского эмпиризма. Тем не менее, Алексиус фон Майнонг более известен как создатель «теории предметов» (Über Gegenstandstheorie, 1904), которая появилась после его изучения феномена интенциональности и представлении о вероятном существовании выдуманных объектов. Данная теория основывается на допущении, что можно думать о каком бы то ни было объекте, даже если данный объект не существует в эмпирической реальности — к примеру, о золотой горе, — и если мы в состоянии мыслить подобного рода феномены, значит, они имеют некий «сорт» бытия, определённую характеристику присутствия в реальности. Таким образом, Майнонг отличает «так-бытие» (Sosein) вещи, в силу которого она может быть объектом мысли, от «существования» (Sein) вещи, которое является существенным онтологическим статусом, приписываемым, например, лошадям, но не единорогам. Майнонг назвал такие несуществующие объекты «бездомными»; другие прозвали места пребывания такого рода объектов «джунглями Майнонга» из-за их большого количества и необычности воображаемого.
Фигура Майнонга также считается спорной в области философии языка, поскольку философ придерживается мнения, что «существование» является просто свойством объекта, так же как цвет или масса могут быть свойством чего бы то ни было. Более глубокие исследователи его работ, однако, признают, что Майнонг высказывал мнение, что объекты «безразличны к бытию» и что они стоят «за пределами бытия и небытия». С этой точки зрения Майнонг прямо отрицает, что существование является собственностью объекта. По Майнонгу, сам объект, его реальная сущность, зависит от свойств самого объекта, так как эти свойства действительно обладают независимо от того, существует объект или нет, и поэтому существование не может быть простым свойством объекта.

### Книги
- Meinong A. Über philosophische Wissenschaft und ihre Propädeutik. — 1885.
- Meinong A. Psychologisch-ethische Untersuchungen zur WerttheorieÜber philosophische Wissenschaft und ihre Propädeutik. — 1894.
- Meinong A. Über Annahmen. — 1902.
- Meinong A. Untersuchung zur Gegenstandstheorie und Psychologie. — 1904.
- Meinong A. Über Annahmen. — 2. — 1910.
- Meinong A. Über Möglichkeit und Wahrscheinlichkeit. — 1915.
- Meinong A. Über emotionale Präsentation. — 1917.
- Höfler A., Meinong A. Philosophische Propädeutik. Erster Theil: Logik. — Vienna : F. Tempsky / G. Freytag, 1890.

Переводы на русский язык
- Майнонг А. Самоизложение / Роман Громов (пер. с нем.). — М. : Дом интеллектуальной книги, 2003. — 80 с. — ISBN 5-7333-0245-3.
- Майнонг А. О теории предметов / Владимир Селиверстов (пер. с нем.)/ / Эпистемология и философия науки. 2011. № 1. С. 202-230.

### Статьи
- Meinong A. Hume Studien I. Zur Geschichte und Kritik des modernen Nominalismus // Sitzungsbereiche der phil.-hist. Classe der kais. Akademie der Wissenschaften. — 1877, 78:185-260.
- Meinong A. Hume Studien II. Zur Relationstheorie // Sitzungsbereiche der phil.-hist. Classe der kais. Akademie der Wissenschaften. — 1882, 101:573–752.
- Meinong A. Zur psychologie der Komplexionen und Relationen // Zeitschrift für Psychologie und Physiologie der Sinnesorgane. — 1891, II:245–265.
- Meinong A. Über Gegenstände höherer Ordnung und deren Verhältniss zur inneren Wahrnehmung // Zeitschrift für Psychologie und Physiologie der Sinnesorgane. — 1899. — № 21. — P. 187—272.

### Посмертные издания
- Meinong A. Philosophenbriefe / ed. R. Kindinger. — Graz : Akademische Druck- und Verlagsanstalt, 1965.
- Meinong A. Gesamtausgabe / Haller R., Kindinger R., Chisholm R., editors : 7 vols. — Graz : Akademische Druck- und Verlagsgesellschaft, 1968—1978.
- Meinong A. Kolleghefte und Fragmente. Schriften aus dem Nachlass. Ergänzungsband zur Gesamtausgabe / Hrsg. von Rudolf Haller. — Graz : Akademische Druck und Verlagsanstalt, 1978.

### Об Алексиусе Майнонге
- Grossman R. Meinong. — London and Boston: Routledge & Kegan Paul, 1974. — ISBN 0-7100-7831-5.
- Lindenfeld D. F. The Transformation of Positivism: Alexius Meinong and European Thought, 1880-1920. — Berkeley : University of California Press, 1980. — ISBN 0-520-03994-7.
- Rollinger R. D. Meinong and Husserl on Abstraction and Universals // Studien zur Österreichischen Philosophie. — Amsterdam and Atlanta : Rodopi, 1993. — ISBN 90-5183-573-6.